# Кървава неделя (1939)
Вижте пояснителната страница за други значения на Кървава неделя.
Кървава неделя e инцидент, известен още като Бромбергската кървава неделя в Полша.
В отговор на множество убийства на немци, включително с полско гражданство, са извършени погроми и масови убийства на 3 септември 1939 г. в град Бромберг (днес Бидгошч) по време на настъплението на германските войски през Втората световна война.